# Avro 698 Vulcan

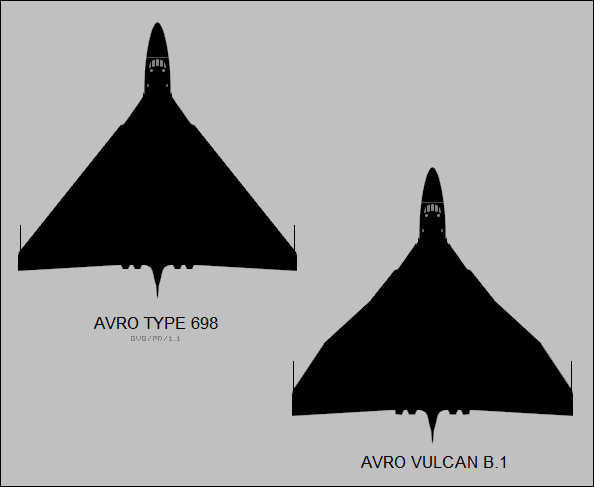
Le differenze tra il prototipo Type 698 e la versione B.1.

L'Avro 698 Vulcan fu un bombardiere strategico e nucleare prodotto dall'azienda britannica Avro ed impiegato nella Royal Air Force dal 1956 al 1984.
È stato quello di maggior successo dei tre "V-Bombers", pur non essendo né il primo né il più evoluto. Furono prodotti oltre 100 aerei di questo modello, caratterizzato dall'ala a delta composito.
I Vulcan, capaci di volare a grandi altezze e dotati di 4 potenti motori, furono usati come bombardieri fino agli anni settanta, e come aerocisterne fino al 1984. Alcuni combatterono nella guerra delle Falkland, con missioni di bombardamento e rifornimento in volo tra le più lunghe mai eseguite.

## Storia del progetto
Dopo la fine della seconda guerra mondiale il governo e le autorità militari inglesi ritennero che la Gran Bretagna dovesse possedere una propria forza da bombardamento strategico, indipendente da quella americana, al fine di trasportare il deterrente nucleare britannico.
Il 17 dicembre 1946 la Royal Air Force emise un Operational Requirement 229 (OR-229) riguardante un bombardiere strategico a medio raggio con cinque uomini d'equipaggio operanti in ambiente pressurizzato, motorizzato da quattro turboreattori, del peso di 45 tonnellate, in grado di volare a 926 km/h per 6 200 km con un carico bellico costituito da una bomba atomica del peso di 4 500 kg o un carico di bombe convenzionali che raggiungeva i 9 000 kg. La stiva bombe doveva essere lunga 7,60 m e larga 1,52 m per accogliere la bomba atomica "Blue Danube" da 4 650 kg, lunga 7,37 m e del diametro di 1,5 m, dotata di una carica da 20 kT.
Sulla base di questo requisito il 9 gennaio 1947 il Ministero degli approvvigionamenti (Ministry of Supply) emise la specifica B.35/46 che prevedeva un velivolo con peso a pieno carico inferiore ai 45 000 kg, una velocità massima di 930 km/h e una tangenza di 15 000 m. A questa nuova specifica furono invitate a partecipare le ditte Avro, Bristol, English Electric, Handley-Page, Shorths e Vickers.
A causa delle prevedibili difficoltà che si sarebbero incontrate nello sviluppo del nuovo bombardiere, l'11 agosto 1947 l'Air Ministry emise la specifica B.14/46 riguardante un bombardiere a medio raggio ("medium-range bomber landplane") che potesse portare 4 500 kg di bombe a 2 780 km di distanza partendo da un qualsiasi aeroporto del mondo e con la clausola che l'aereo fosse di semplice manutenzione al fine di poterlo rischierare in basi avanzate all'estero. I requisiti includevano anche un peso massimo al decollo di 64 tonnellate. Per tale specifica fu selezionato il progetto della Short Brothers and Harland Ltd. di Belfast, di cui vennero ordinati due prototipi e una cellula per le prove statiche come SA.4 Sperrin.
In risposta alla specifica B.35/46 il direttore dell'ufficio tecnico della AV Roe and Company, Roy Chadwick, insieme al capo disegnatore Stuart Davies, scelse di adottare un'ala a delta, ispirata alle ricerche tedesche nel settore effettuate durante la seconda guerra mondiale. Chadwick perse la vita in un incidente aereo il 23 agosto 1947, l'ufficio tecnico della Avro, diretto da Sir William Farren, continuò tuttavia a sviluppare l'idea iniziale, allora considerata inusuale.
Per testare in volo questa configurazione e individuare i problemi tecnici ed aerodinamici da essa derivati, i tecnici della Avro svilupparono un velivolo in scala ridotta (1/3), del quale furono costruiti 5 esemplari con la designazione di Avro 707. Il primo esemplare, matricola VX 748, volò per la prima volta il 4 settembre 1949 a Boscombe Down nelle mani del collaudatore Flt. Lt. Eric "Red" Esler.
Il primo vero prototipo del Type 998 Vulcan (matricola VX770) volò per la prima volta a Woodford,  dove avvenne l'assemblaggio finale della cellula, il 30 agosto 1952 nelle mani del collaudatore Wing Commander Roly Falk. Il velivolo, motorizzato con quattro propulsori Rolls Royce Avon RA.3 da 2 950 kg/s installati al posto degli indisponibili Bristol BE-10 Olympus, fu presentato al pubblico in occasione del Salone internazionale dell'aviazione di Farnborough tenutosi nel settembre successivo. Il secondo prototipo, matricola VX 777, andò in volo per la prima volta il 3 settembre 1953 motorizzato con i propulsori Bristol BE-10 Olympus Mk.100 da 4 425 kg/s, e caratterizzato dall'adozione di sensibili modifiche al disegno della fusoliera e della pianta alare. Tale prototipo fu presentato per la prima volta al pubblico in occasione de successivo Salone internazionale dell'aviazione di Farnborough, dove effettuò un volo in formazione con i quattro superstiti Avro 707.
Il Type 998 Vulcan, secondogenito della classe V-bomber (in quanto preceduto di un anno dal Vickers Valiant), fu il primo velivolo a soddisfare le specifiche e costituì il primo esempio in assoluto di bombardiere strategico con configurazione alare a delta.
Con queste due macchine furono effettuati test destinati a stabilire l'unità motrice definitiva cui affidare la propulsione: furono utilizzati dapprima i turbogetto Rolls-Royce Avon, cui fecero seguito gli Armstrong Siddeley Sapphire ed infine i Bristol Olympus (che diventeranno Rolls-Royce Olympus per le acquisizioni industriali succedutesi negli anni).
La scelta finale per la prima versione di produzione (B.1), cadde su questi ultimi ed il primo aereo di serie fu consegnato il 5 febbraio 1955.
Presentato a settembre alla mostra di Farnborough, il Vulcan sorprese osservatori ed esperti, soprattutto in virtù delle insospettabili doti di maneggevolezza nel volo a quote basse.
Già nel corso del 1956 gli ingegneri della Avro passarono alla realizzazione di un prototipo per una nuova versione (B.2), in grado di sfruttare adeguatamente la potenza dei motori che si stava facendo sempre più elevata.
Le modifiche principali interessarono l'ala: ampliate le dimensioni, rivista la struttura e migliorate le superfici di controllo. Le prove di volo con il prototipo così modificato iniziarono nell'agosto del 1957.

## Descrizione tecnica

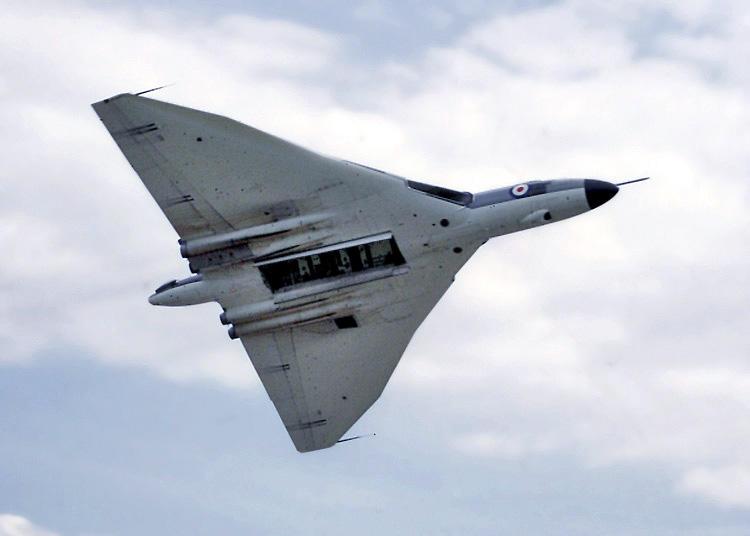
Un Avro 698 Vulcan B.1 in volo

L'Avro 698 Vulcan aveva fusoliera a sezione circolare, annegata nel profilo della radice alare; la cabina di pilotaggio ospitava due piloti in sedili affiancati ed eiettabili; il muso risultava tozzo e poco pronunciato.
La scelta dell'ala a delta consentiva ai tecnici della Avro di affiancare una notevole compattezza strutturale alla possibilità di stivaggio del carburante: lo spessore del profilo alare alla radice superava i 2,10 m.
Gli studi e le prove compiute portarono ad un'ala con angolazioni diverse, con riduzione della freccia grosso modo a metà dell'apertura.
All'interno delle semiali erano ospitate le gambe posteriori del carrello, costituito da un complesso di 8 ruote ciascuna, mentre l'elemento anteriore aveva 2 ruote.
Gli impennaggi consistevano nella sola deriva con timone, mentre i piani orizzontali erano incorporati nel bordo d'uscita dell'ala.
La seconda versione (B.2), entrata in servizio nel 1960, adottava per i piani orizzontali la soluzione dell'elevone in sostituzione del precedente accoppiamento di stabilizzatore ed equilibratore; era inoltre equipaggiata con un'ala più ampia e di disegno modificato.
Furono introdotti anche il sistema per il rifornimento in volo e l'equipaggiamento di lancio del missile nucleare Blue Steel. Era prevista la possibilità di impiegare il missile statunitense Skybolt, il cui progetto fu però abbandonato nel 1962.

### Avionica
La dotazione radio della versione Vulcan B. Mk.1 comprendeva due radio ricetrasmittenti a 10 canali VHF TR-1985/TR-1986 e una a 24 canali HF STR-18. La versione Vulcan B. Mk.1A disponeva di una radio ricetrasmittente UHF ARC-52. La dotazione radio iniziale della versione B.Mk.2 era simile alla B. Mk.1A ma al termine della vita operativa comprendeva una radio ARC-52, una ricetrasmittente in banda V/UHF PTR-175, e una radio ricetrasmittente a Modulazione a banda laterale singola HF Collins 618T.
Il sistema di navigazione e bombardamento (NBS) comprendeva un radar H2S Mk9 e un computer di navigazione e bombardamento (NBC) Mk1. Altri aiuti alla navigazione erano un ADF Marconi, un sistema GEE Mk3, un radar Doppler Green Satin per determinare la velocità al suolo e l'angolo di deriva, radio e radar altimetro, e ILS. Il sistema TACAN sostituì il GEE Mk3 sui B.1A e sui B. Mk.2 nel 1964. Il radar Decca Doppler 72 rimpiazzò il Green Satin sui B.Mk.2 a partire dal 1969. Un ground position indicator (GPI) visualizzato su un display consentiva sempre di conoscere la posizione del velivolo.
I Vulcan B. Mk.2 vennero equipaggiati con un doppio sistema giroscopico (HRS) Mk.2, basato sulla piattaforma inerziale del missile Blue Steel, che era stata integrata nell’avionica al tempo in cui il missile era trasportato sul bombardiere. Con il sistema HRS fu installato anche una unità di navigazione (NHU) che consentiva al navigatore di impostare la rotta dell’aereo tramite l’autopilota, con uno scarto di appena 0,1 gradi. La versione da ricognizione marittima B. Mk.2 (MRR) fu equipaggiata addizionalmente di un sistema di navigazione LORAN C.
Il sistema ECM originale dei B. Mk.1A e B. Mk.2 comprendeva tre sistemi jammer, un Green Palm, un Blue Diver, e un Red Shrimp in banda S; un Radar warning receiver Blue Saga con quattro antenne (PWR); un sistema di allarme radar Red Steer, e distributori di chaff/. La maggior parte delle apparecchiature era trasportata nel grande cono di coda, e una antenna ECM piatta compensava quella montata tra i terminali di scarico di tribordo. L’equipaggiamento finale della versione B. Mk.2 includeva un jammer in banda L (che sostituì il Red Shrimp); un jammer in banda X ARI 18146, in sostituzione del Green Palm, il sistema jammer Red Steer Mk.2 distributori di contromisure IR e il sistema RWR ARI 18228 PWR con le antenne che poste sulla parte quadrata della deriva.

### Armamento
Il carico bellico massimo trasportabile, variabile nel tempo, era di 9 450 kg di bombe in una stiva ventrale. L’armamento poteva comprendere due bombe nucleari AWRE "Yellow Sun" Mk.1 del peso di 3 175 kg e potenza di 500 kT o due Yellow Sun Mk.2 da 3 300 kg e 1 MT, o Mk.28 "Blue Snow" da 1 052 kg e 1,45 MT o WE-177 da 272 kg e 200 kT o quattro WE-177B da 431 kg e 400 kT. Quello convenzionale era di 21 bombe da 450 kg, e/o 2 missili aria-superficie antiradar Texas Instruments AGM-45 Shrike e 2 Matra AS-37 Martel.
La versione B Mk.2 poteva trasportare sotto la parte inferiore della fusoliera un missile aria-superficie Avro OR-1132 Blue Steel Mk.2 con gittata di 185 km, e carica nucleare Red Snow da 1,45 MT. Nel 1961 un aereo fu trasferito negli Stati Uniti d'America e sottoposto a prove di volo con due simulacri del missile aria-superficie a lungo raggio Douglas XGAM-87 Skybolt. A partire dal 61º esemplare, quindici B.Mk.2 furono dotati di due punti d'attacco subalari per questi missili, tuttavia mai prodotti in serie. Conseguentemente la realizzazione della successiva versione Vulcan "Phase 6" per il trasporto di sei di questi ordigni fu cancellata.

## Impiego operativo
Il primo esemplare dei 45 della versione Vulcan B.Mk.1 (matricola XA 889), che incorporava alcune delle modifiche sperimentate sul secondo prototipo, andò in volo per la prima volta il 4 febbraio 1955, equipaggiato con i motori Bristol Olympus Mk.101 da 4 990 kg/s. I primi esemplari di serie furono assegnati alla No.230 Operational Conversion Unit del Bomber Command, sulla RAF Waddington, nel maggio 1956, ed a partire dal 14º esemplare furono installati i motori Bristol Olympus Mk.102 da 5 450 kg/s. Il 20 maggio 1957 fu dichiarato operativo il primo reparto, il No.83 Squadron di stanza sull'aeroporto di Waddington.
A partire dal 15º esemplare il modello fu denominato B. Mk.1A, ricevendo la sonda per il rifornimento in volo e una ricca dotazione di apparati per la guerra elettronica (ECM), mentre i motori vennero sostituiti dalla versione Olympus Mk.104 da 6 125 kg/s. L'introduzione di nuovi apparati difensivi diede vita alla sottoversione B. Mk.1A.
La disponibilità di più potenti versioni del motore Olympus, e la necessità di trasportare la "stand off-bomb" Avro Blue Steel, portò allo sviluppo di una nuova versione che fu designata B.Mk.2. Essa incorporava notevoli modifiche alla cellula, con l'introduzione del cono di coda caratterizzato dai dielettrici dei sistemi ECM, e un'ala dalla pianta modificata profondamente, con apertura maggiorata e adozione di un profilo alare più sottile. Tale ala, detta "Phase 2", fu sperimentata per la prima volta sul secondo prototipo VX 777 il 31 agosto 1957. Gli ordini per questa versione riguardarono 17 cellule della prima serie, da modificarsi direttamente sugli scali di produzione, 25 del secondo lotto di produzione, 24 del terzo lotto, e primi con capacità di trasporto del missile aria-superficie Blue Steel, e 40 del quarto, di cui solo nove con capacità di imbarcare il missile della Avro.
Il primo esemplare di B.Mk.2 volò per la prima volta il 19 agosto 1958, propulso dai motori Olympus Mk.201 da 7 700 kg/s. L'ultimo degli 89 esemplari di B.Mk.2 costruiti andò in volo per la prima volta fu consegnato il 14 gennaio 1965.
Il Vulcan ebbe origine come bombardiere strategico ad alta quota, sulla base delle esperienze della seconda guerra mondiale: si riteneva che le distruzioni causate alla Germania attraverso la campagna di bombardamenti strategici potessero costituire un deterrente sufficiente a prevenire l'esplodere di un nuovo conflitto.
In questo ruolo il Vulcan fu impiegato tra la fine del 1955 (data di entrata in servizio) e la fine del 1960 quando, a seguito della realizzazione dei missili balistici intercontinentali, furono stravolte le strategie militari in auge.
In particolare l'entrata in servizio dei missili SLBM UGM-27 Polaris sui sottomarini statunitensi determinò la transizione del Vulcan a compiti di bombardamento a bassa quota (eventualmente anche in profondità dietro le linee nemiche, vista la sua notevole autonomia).
I Vulcan furono quindi dotati di radar TFR (Terrain Following Radar) ed iniziarono una "seconda vita" che li avrebbe portati, circa 20 anni dopo, al loro unico impiego bellico: la guerra delle Falkland.
Dal 1º maggio del 1982 i Vulcan della RAF, rischierati nell'isola di Ascensione, iniziarono una serie di missioni (dal nome in codice Black Buck) il cui scopo principale era quello di colpire le infrastrutture (in particolare la base aerea) della base di Port Stanley, conquistata dalle forze argentine.
Il 3 giugno 1982, durante la missione Black Buck 6 (una missione di tipo SEAD), il Vulcan matricola XM597, per un guasto alla sonda di rifornimento in volo fu costretto ad un atterraggio di emergenza all'Aeroporto Internazionale di Rio de Janeiro, con uno dei due missili AGM-45 Shrike ancora agganciato ed armato sotto una semiala. L'equipaggio fu rimpatriato e l'aereo sequestrato fino al termine delle ostilità. La versione ufficiale brasiliana fu che il missile fosse un AIM-9 Sidewinder.

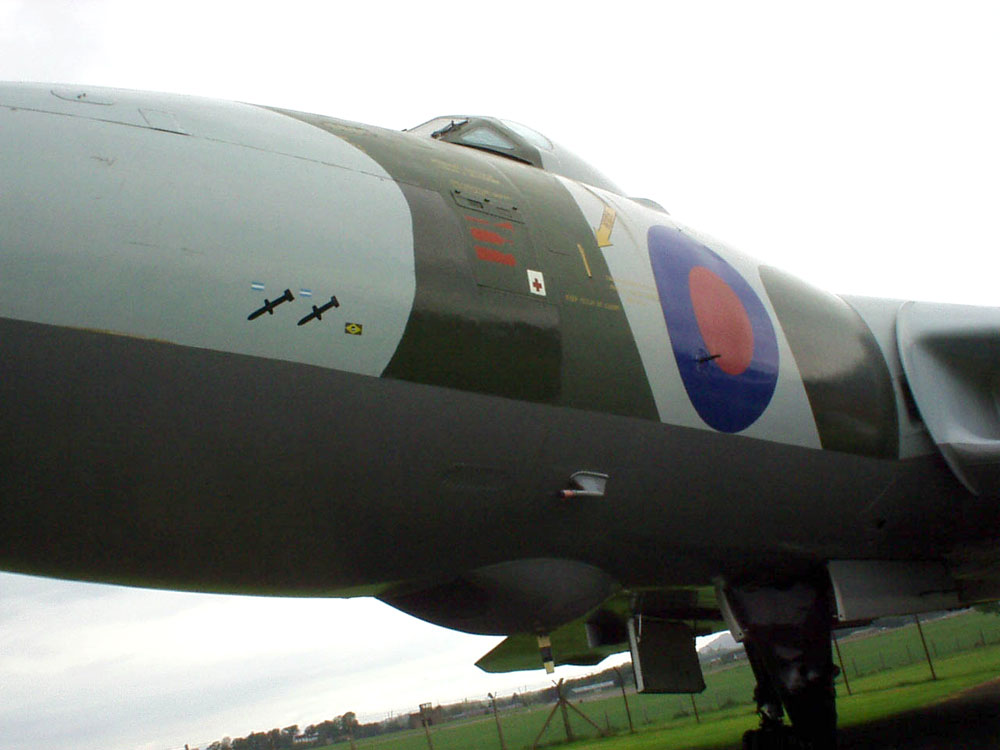
Le insegne degli obiettivi colpiti di un Vulcan impegnato nell'operazione Black Buck, durante la guerra delle Falkland.

Queste missioni costituirono, fino alla 1ª guerra del golfo (1990), le più lunghe azioni di bombardamento aereo mai realizzate e furono il frutto di una complessa organizzazione operativa, con circa 11 rifornimenti in volo per ciascun aereo impiegato. Da notare che le aerocisterne all'epoca in servizio presso la RAF erano la versione modificata degli Handley Page Victor, ultimi nati dei bombardieri strategici della "Classe V".
Al termine della guerra delle Falkland era prevista la radiazione del Vulcan ma per il ritardo nella consegna dei Lockheed L-1011 TriStar, che dovevano sostituire i Victor nel compito di aerocisterna per la RAF, una soluzione transitoria trasformò 6 Vulcan in aerocisterne, che rimasero in servizio fino al 1984, ultimi Vulcan in attività.
A conferma della validità e versatilità del progetto "698", 11 esemplari furono adattati, a partire dal 1973, a compiti di ricognizione marittima, ricoperti fino al 1982.
Nel corso della loro quasi trentennale vita operativa i Vulcan subirono 11 gravi incidenti di volo, che costarono la vita a 40 membri degli equipaggi coinvolti ed a 4 civili (per la caduta del velivolo o dei detriti in zone abitate).

## Versioni

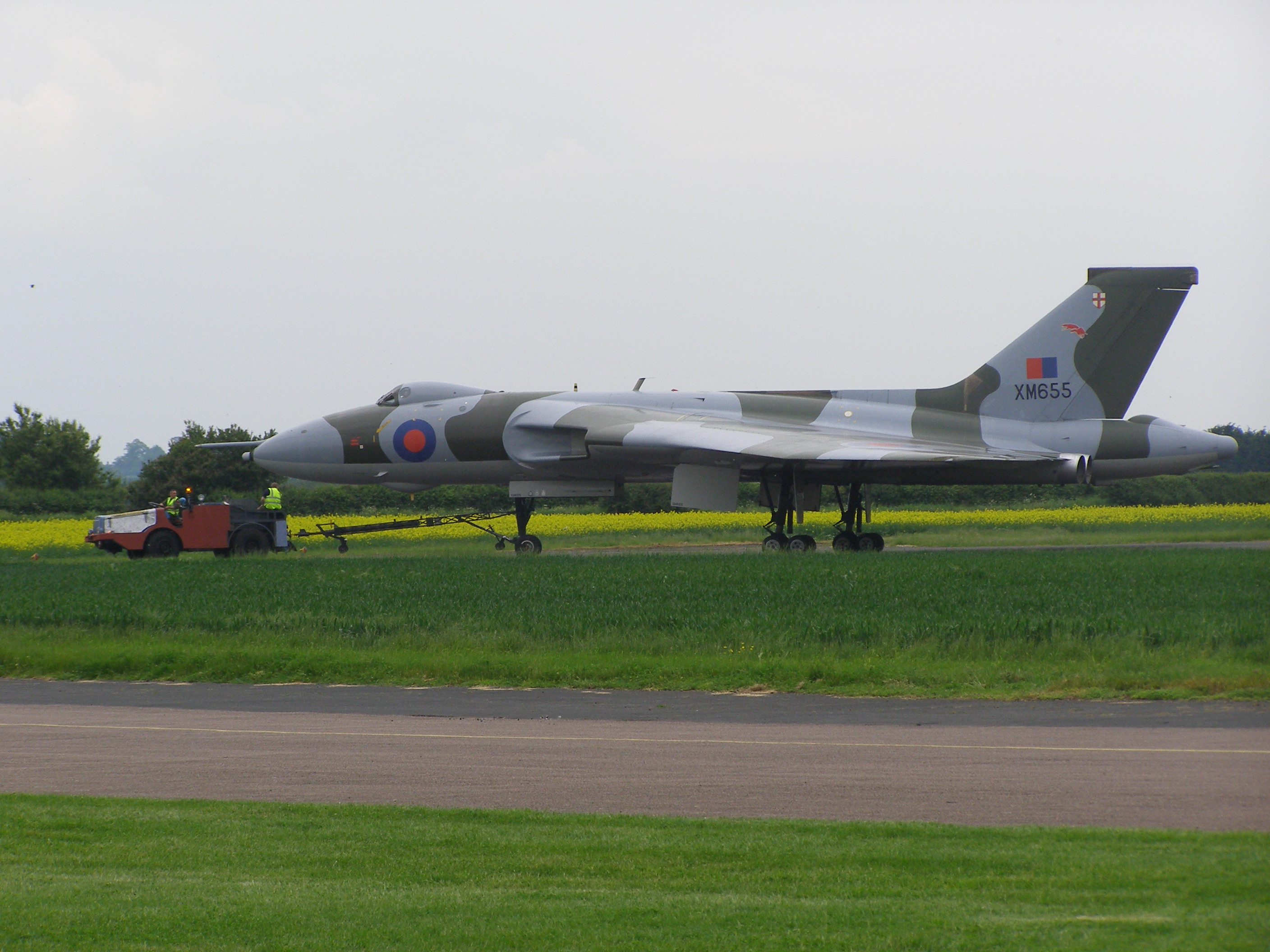
Il Vulcan B.2 conservato presso l'Aeroporto di Mountford, a Wellsbourne

Prototipi
Due sono stati i prototipi costruiti, successivamente modificati equipaggiandoli con l'ala del B.2 ed utilizzati per il collaudo dei motori. Differiscono in vari particolari dai velivoli di serie prodotti successivamente, come un muso di dimensioni più piccole (per l'uso del radar H2S) e nessuna sonda presente per il rifornimento in volo (FRP). Il VX770 non ha mai avuto il posto del puntatore di bombardamento. Entrambi i velivoli ebbero la gamba del carrello anteriore più alta rispetto a quella della versione di serie.
B.1
Prima versione prodotta in serie, caratterizzata dal bordo d'attacco alare dritto, da un'ampia carreggiata e quattro aerofreni sotto l'ala. Inizialmente gli esemplari erano senza verniciatura ma furono successivamente dipinti in bianco antibagliore nucleare.
B.1A
Versione B.1 dotata di sistemi di contromisure elettroniche (ECM) e caratterizzata da una coda allungata.
B.2
Versione sviluppata dal B.1, dotata di un'ala dalla superficie maggiorata e dal profilo alare più sottile e di motorizzazione Olympus 201 o 301. Era dotata di Terrain Following Radar nel cono anteriore e di ricevitore di allarme radar passivo nella pinna di coda, che dalla metà degli anni settanta gli conferivano una parte superiore squadrata. Migliorati i sistemi elettrici con la Airborne Auxiliary Power Unit (una unità ausiliaria di potenza) e di un generatore di emergenza per gli statoreattori. Installato anche lo Smiths Military Flight System (MFS), un sistema di volo personalizzato ad uso militare. Originariamente dipinti in bianco antiriflesso, a partire dalla fine del 1970 furono ridipinti in colorazione mimetica.
B.2A
Versione nota anche come B.2BS, era un B.2 dotato di motorizzazione Olympus 301, modificato per poter trasportare il missile nucleare aria-superficie Blue Steel e dotato di soli serbatoi subalari. Al ritiro del Blue Steel fu riconvertita allo standard B.2.
B.2 (MRR)
Nove esemplari versione B.2 convertiti come pattugliatori marittimi radar. Era dotata di verniciatura ad alta brillantezza, protettiva contro gli spruzzi del mare. Non fu dotata di Terrain Follower Radar (TFR, radar in grado di seguire la curvatura del terreno), ma ricevette il LORAN come ausilio per la navigazione. Cinque esemplari furono ulteriormente modificati per il ruolo di campionamento dell'aria prendendo il posto dello Squadron RAF n. 543.
K.2
Sei esemplari versione B.2 convertiti come aerocisterne.
|                                        | B.1                                       | B.1A                                      | B.2                                            | B.2A (B.2BS)                                                                  | B.2 (MRR) o (K)                          |
| -------------------------------------- | ----------------------------------------- | ----------------------------------------- | ---------------------------------------------- | ----------------------------------------------------------------------------- | ---------------------------------------- |
| Lunghezza                              | 29,6 m (97 ft 1 in)                       | 30,5 m (99 ft 11 in)                      | 32,2 m (105 ft 6 in)                           | 30,5 m (99 ft 11 in)                                                          | 30,5 m (99 ft 11 in)                     |
| Apertura alare                         | 30,3 m (99 ft 5 in)                       | 30,3 m (99 ft 5 in)                       | 33,8 m (111 ft 0 in)                           | 33,8 m (111 ft 0 in)                                                          | 33,8 m (111 ft 0 in)                     |
| Altezza                                | 8,1 m (26 ft 6 in)                        | 8,1 m (26 ft 6 in)                        | 8,3 m (27 ft 1 in)                             | 8,3 m (27 ft 1 in)                                                            | 8,3 m (27 ft 1 in)                       |
| Superficie alare                       | 330,18 m² (3 554 ft²)                     | 330,18 m² (3 554 ft²)                     | 368,27 m² (3 964 ft²)                          | 368,27 m² (3 964 ft²)                                                         | 368,27 m² (3 964 ft²)                    |
| Peso massimo al decollo                | 86 000 kg (190 000 lb)                    | 86 000 kg (190 000 lb)                    | 93 000 kg (204 000 lb)                         | 93 000 kg (204 000 lb)                                                        | 93 000 kg (204 000 lb)                   |
| Velocità di crociera                   | Mach 0,86 (982 km/h, 610 mph)             | Mach 0,86 (982 km/h, 610 mph)             | Mach 0,86 (982 km/h, 610 mph)                  | Mach 0,86 (982 km/h, 610 mph)                                                 | Mach 0,86 (982 km/h, 610 mph)            |
| Velocità massima                       | Mach 0,93 (1 017 km/h, 632 mph)           | Mach 0,93 (1 017 km/h, 632 mph)           | Mach 0,92 (1 006 km/h, 625 mph)                | Mach 0,92 (1 006 km/h, 625 mph)                                               | Mach 0,92 (1 006 km/h, 625 mph)          |
| Autonomia                              | 6 293 km (3 910 mi, 3 395 nm)             | 6 293 km (3 910 mi, 3 395 nm)             | 7 402 km (4 600 mi, 3 995 nm)                  | 7 402 km (4 600 mi, 3 995 nm)                                                 | 7 402 km (4 600 mi, 3 995 nm)            |
| Tangenza                               | 16 764 m (55 000 ft)                      | 16 764 m (55 000 ft)                      | 18 288 m (60 000 ft)                           | 18 288 m (60 000 ft)                                                          | 18 288 m (60 000 ft)                     |
| Motori                                 | 4 Bristol Siddeley Olympus 101, 102 o 104 | 4 Bristol Siddeley Olympus 101, 102 o 104 | 4 Bristol Siddeley Olympus 201, 202, 203 o 301 | 4 Bristol Siddeley Olympus 201, 202, 203                                      | 4 Bristol Siddeley Olympus 201, 202, 203 |
| Capacità carburante (solo Avtur/Mains) | 42 051 L (9 250 gal Imp)                  | 42 051 L (9 250 gal Imp)                  | 42 097 L (9 260 gal Imp)                       | 42 097 L (9 260 gal Imp)                                                      | 42 097 L (9 260 gal Imp)                 |
| Armamento                              | 1 bomba H o 21 bombe da 454 kg (1 000 lb) | 1 bomba H o 21 bombe da 454 kg (1 000 lb) | 1 bomba H o 21 bombe da 454 kg (1 000 lb)      | 1 Blue Steel missile nucleare aria-superficie o 21 bombe da 454 kg (1 000 lb) | Nessuno                                  |

Equipaggio (tutte le versioni):
Pilota, co-pilota, navigatore Plotter, navigatore radar ed Air Electronics Officer
Officer (se necessario, due posti supplementari avrebbero potuto essere attrezzati per i Crew Chief, per un totale di sette membri di equipaggio).
Capacità combustibile ed autonomia sono riferiti solo ai serbatoi principali. Le varie combinazioni di serbatoi supplementari alari (A, E o Drum) dipendevano dalle missioni.
- B 1 (produzione iniziale): --- (esemplari inclusi nel totale)
- B 1 (produzione seguente) --- 45 esemplari
- B 2 --- 89 esemplari
- B 1a (B 1 convertiti con equipaggiamento interno standard B 2). 28 esemplari convertiti dalla versione B 1
- B 2a --- conversioni dei B 2
- B 2 (MRR)/SR 2 --- 11 esemplari convertiti (dei quali solo 9 sempre operativi)
- B 2 K --- 6 esemplari convertiti da tre B 2 e tre B 2 (MRR)
- Esemplari prodotti in totale: 136

Un Avro 698 Vulcan effettuò le prove di volo con i motori Rolls-Royce Olympus 593, motori che avrebbero successivamente equipaggiato i Concorde.

## Utilizzatori
Regno Unito
- Royal Air Force

## Velivoli comparabili
Regno Unito
- Handley Page HP 80 Victor
- Vickers Valiant

 Stati Uniti
- Boeing B-47 Stratojet
- Convair B-58 Hustler

 Unione Sovietica
- Tupolev Tu-16

## Il Vulcan nella cultura di massa

### Film
- Agente 007 - Thunderball (Operazione tuono): un Vulcan della Royal Air Force, durante una missione Nato, viene dirottato dalla SPECTRE per rubare le due bombe atomiche da esso trasportate.

### Periodici
- (EN) Bill Gunston, Short's Stop-Gap Bomber, in Aeroplane Monthly, n. 8, 7,  pp. 340-346.
- (EN) Short Sperrin: Noteworthy Features of a British Four-jet Bomber Design Short's, in Flight and Aircraft Engineer, vol. 66, n. 2535, London, 17,  pp. 869-873.
- Nico Sgarlato, L'erede del Lancaster, in Aerei, n. 11, Parma, Delta Editrice, novembre 1996,  pp. 40-47.
- Nico Sgarlato, Giorgio Viola, Vulcan & V-Bombers, in I grandi aerei moderni, n. 39, Parma, Delta Editrice, settembre-ottobre 2015,  pp. 2-3.